# Cuntre Pipes
Cuntre Pipes, född 5 juli 1977 i Vicksburg i Mississippi, USA, är en skådespelare inom pornografisk film. Han är kusin till Wesley Pipes.
Han har sedan debuten 2002 medverkat i över 170 filmer.